# Besma quercivoraria
The Oak Besma (Besma quercivoraria) là một loài bướm đêm thuộc họ Geometridae. Nó tìm thấy ở khắp miền nam Canada (từ Newfoundland tới British Columbia) và khắp Hoa Kỳ ngoại trừ California.
Con trưởng thành lưỡng hình về giới tính.
Sải cánh dài 27–41 mm. Con trưởng thành bay từ tháng 4 đến tháng 9 ở miền nam, từ tháng 5 đến tháng 8 ở Ontario và từ cuối tháng 5 đến tháng 7 ở Alberta. Có hai lứa trưởng thành một năm.
Ấu trùng ăn lá cây sồi, cây đu, cây bạch dương, cây liễu, Picea glauca, và chủ yếu Betula papyrifera ở nam Canada.